# Gaston Lejeune
Gaston Lejeune, né à Verviers le 13 mars 1885 et mort à Ostende le 5 mai 1954, est un architecte et promoteur immobilier belge de la première moitié du XXe siècle, ayant joué un rôle prépondérant dans le développement urbanistique de la station balnéaire de Coxyde, où il construisit plusieurs centaines de bâtiments, majoritairement des villas dans le style cottage, mais aussi plusieurs hôtels, pensions de famille, restaurants, cafés, et magasins, ainsi que quelques centres de séjour de vacances et immeubles à appartements.

## Biographie
Gaston Lejeune est né à Verviers le 13 mars 1885. Son père, Léopold Lejeune, entrepreneur et promoteur immobilier verviétois, décide, au début du XXe siècle, de profiter du boom urbanistique et touristique de la côte belge, pour investir et développer ses affaires dans la station balnéaire naissante de Coxyde. C'est dans ce contexte que Gaston Lejeune s'y installe en 1907, et y démarre ses activités.
Titulaire d'une licence en sciences commerciales, il effectuera, lors de l'instauration en 1939 de la protection du titre d'architecte, les démarches nécessaires lui permettant d'en porter officiellement le titre.
Il se marie en 1909 avec Georgette Dudaert,, avec laquelle il aura une fille, Odette, et un fils, Léopold, dit Léo.
Il collabore initialement avec son père, plus tard, et pour un temps limité (1935-1940), avec son fils Léo et, à partir de 1945 et jusqu'à la fin de sa vie, cosigne plusieurs réalisations avec l'architecte Henri Lardo.
Il meurt à Ostende le 5 mai 1954.

## Œuvres
A quelques exceptions près, ses constructions sont toutes situées à Coxyde.
Un grand nombre de ses villas existent encore aujourd'hui ; la plupart servent de résidences secondaires ou de locations de vacances. On en retrouve notamment dans le Quartier Sénégalais, où l'on peut voir, par exemple, les villas accolées Les Vagues Capricieuses et Les Parnassias.

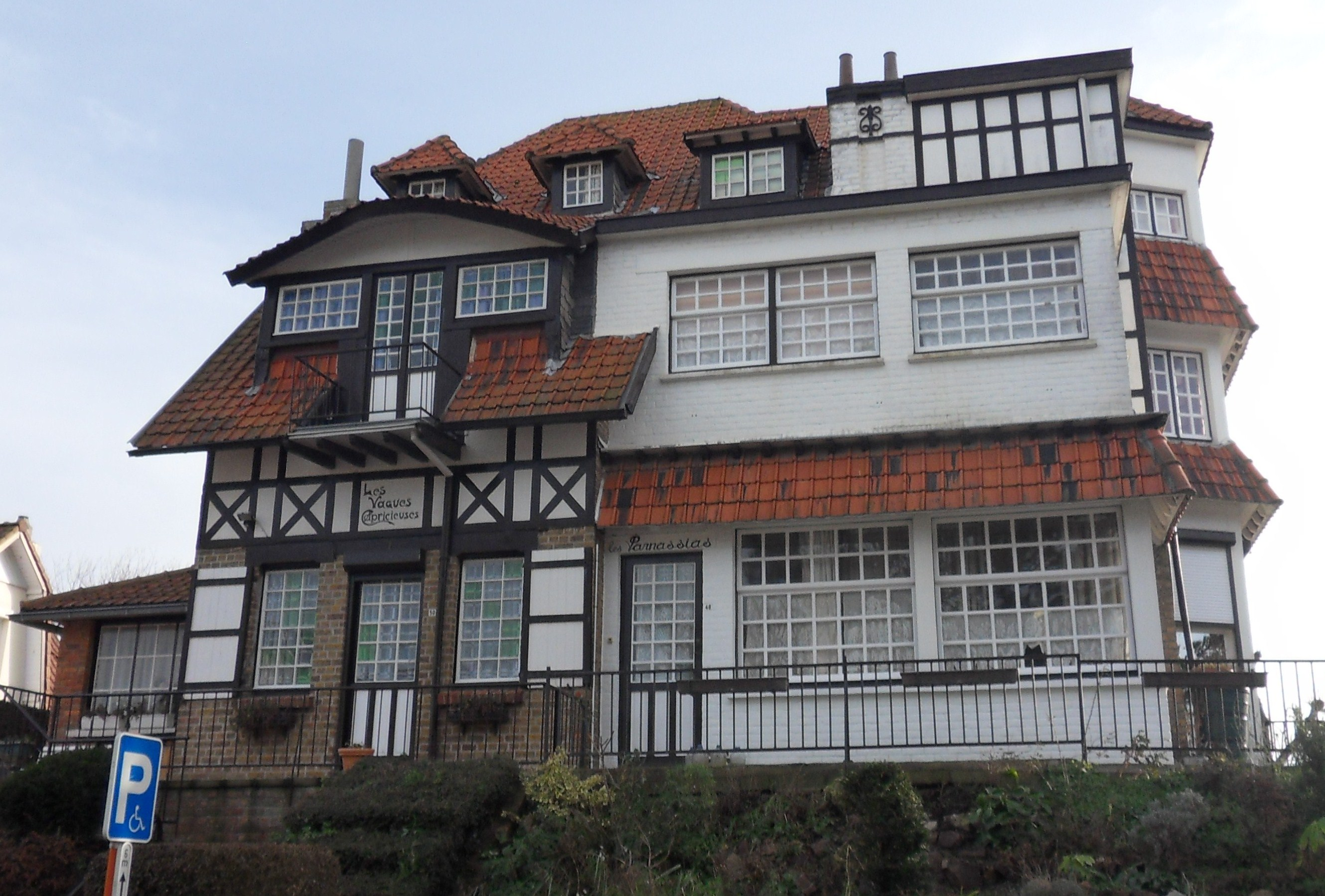
Les Vagues Capricieuses et Les Parnassias

Une quinzaine de ses réalisations sont inscrites à l'inventaire du patrimoine immobilier de la région flamande. Trois d'entre elles sont protégées (Cottages Jean-Pol et La Guadeloupe, Villa Belvédère, Cottage La Vigie).
En outre, une quarantaine de ses villas figurent à l'inventaire des bâtiments quatre étoiles de la commune de Coxyde, qui accorde à leurs propriétaires des incitants financiers à la rénovation.